# Зідьківська селищна рада
Зідьківська се́лищна ра́да — адміністративно-територіальна одиниця та орган місцевого самоврядування у Зміївському районі Харківської області. Адміністративний центр — селище міського типу Зідьки.

## Загальні відомості
- Зідьківська селищна рада утворена в 1926 році.
- Територія ради: 48,585 км²
- Населення ради: 4 799 осіб (станом на 2001 рік)
- Територією ради протікає річка Сіверський Донець.

## Населені пункти
Селищній раді підпорядковані населені пункти:
- смт Зідьки
- с-ще Бутівка
- с-ще Лазуківка
- с-ще Черемушне

## Склад ради
Рада складається з 20 депутатів та голови.
- Голова ради: Голодніков Павло Вікторович
- Секретар ради: Сумцова Інна Григорівна

### Керівний склад попередніх скликань
| Прізвище, ім'я, по батькові  | Основні відомості                                                        | Дата обрання | Дата звільнення |
| ---------------------------- | ------------------------------------------------------------------------ | ------------ | --------------- |
| Нечепоренко Ніна Дмитрівна   | Селищний голова, 1951 року народження, позапартійна                      | 26.03.2006   | 20.01.2007      |
| Надточій Володимир Дмитрович | Селищний голова, 1947 року народження, член Комуністичної партії України | 06.05.2007   | 31.10.2010      |
| Голодніков Павло Вікторович  | Селищний голова, 1979 року народження, освіта вища, безпартійний         | 31.10.2010   |                 |

Примітка: таблиця складена за даними сайту Верховної Ради України

### Депутати
За результатами місцевих виборів 2010 року депутатами ради стали:

#### За суб'єктами висування
| Суб'єкт висування                 | Кількість обраних депутатів | %  |
| --------------------------------- | --------------------------- | -- |
| Самовисування                     | 8                           | 40 |
| Партія регіонів                   | 5                           | 25 |
| Комуністична партія України       | 4                           | 20 |
| Соціалістична партія України      | 2                           | 10 |
| Політична партія «Сильна Україна» | 1                           | 5  |

#### За округами
| № округу                          | Прізвище, ім'я, по батькові      | Дата визнання обраним | Освіта  | Партійна приналежність                  | Відомості про обраного депутата                                                 |
| --------------------------------- | -------------------------------- | --------------------- | ------- | --------------------------------------- | ------------------------------------------------------------------------------- |
| Комуністична партія України       |                                  |                       |         |                                         |                                                                                 |
| 1                                 | Кириленко Надія Михайлівна       | 03.11.2010            | середня | позапартійна                            | Зідьківська селищна рада, спеціаліст 2 категорії по призначенню субсидій        |
| 6                                 | Швецова Зоя Федорівна            | 03.11.2010            | вища    | позапартійна                            | Зідьківська загальноосвітня школа I-III ст., вчитель хімії                      |
| 7                                 | Онопко Михайло Іванович          | 03.11.2010            | середня | позапартійний                           | Харківсь кий завод транспорт ного устаткування, енергетик                       |
| 10                                | Васильченко Любов Миколаївна     | 03.11.2010            | середня | позапартійна                            | Зідьківська селищна рада, рахівник-касир                                        |
| Партія регіонів                   |                                  |                       |         |                                         |                                                                                 |
| 2                                 | Шаповалова Ольга Володимирівна   | 28.02.2011            | вища    | член Партії регіонів                    | Зміївська районно рада, завідувачка організаційного відділу виконавчого апарату |
| 8                                 | Дегтярьова Людмила Володимирівна | 03.11.2010            | середня | член Партії регіонів                    | тимчасово не працює                                                             |
| 9                                 | Вакарчук Юрій Сергійович         | 03.11.2010            | вища    | позапартійний                           | Укрдипродор м. Харків, проектувальник                                           |
| 17                                | Тончинська Людмила Миколаївна    | 03.11.2010            | вища    | позапартійна                            | Зідьківська селищна рада, спеціаліст 1ї категорії                               |
| 18                                | Шевченко Тетяна Вікторівна       | 03.11.2010            | вища    | позапартійна                            | тимчасово не працює                                                             |
| Політична партія «Сильна Україна» |                                  |                       |         |                                         |                                                                                 |
| 5                                 | Тимченко Валентина Миколаївна    | 03.11.2010            | вища    | член Політичної партії «Сильна Україна» | Зідьківська селищна бібліотека, бібліотекар                                     |
| Соціалістична партія України      |                                  |                       |         |                                         |                                                                                 |
| 3                                 | Ізонін Анатолій Григорович       | 03.11.2010            | вища    | член Соціалістичної партії України      | Філія ВАТ «Автромат», начальник транспортної дільниці                           |
| 16                                | Кравцов Сергій Іванович          | 03.11.2010            | середня | позапартійний                           | Зміївська РДЛВМ, ветсан експерт                                                 |
| Самовисування                     |                                  |                       |         |                                         |                                                                                 |
| 4                                 | Носик Ольга Йосипівна            | 03.11.2010            | вища    | позапартійна                            | Зідьківська загальноосвітня школа I-III ст., директор                           |
| 11                                | Носик Валентина Макарівна        | 03.11.2010            | вища    | позапартійна                            | м. Харків дистанція зв'язку, інженер                                            |
| 12                                | Носик Ганна Іванівна             | 03.11.2010            | середня | позапартійна                            | пенсіонер                                                                       |
| 13                                | Сумцова Інна Григоріївна         | 03.11.2010            | вища    | позапартійна                            | Зідьківська загальноосвітня школа I-III ст., зам. Директора з ВР                |
| 14                                | Колотило Віктор Вікторович       | 03.11.2010            | середня | позапартійний                           | ВАТ завод «Транс зв'язок», електро мантером                                     |
| 15                                | Колотило Олександр Вікторович    | 03.11.2010            | вища    | позапартійний                           | ВАТ завод «Транс зв'язок», електро мантером                                     |
| 19                                | Краснокутська Ніна Павлівна      | 03.11.2010            | вища    | позапартійна                            | Черемушнянська шкільна бібліотека, завідувачка                                  |
| 20                                | Запрій Олександр Іванович        | 03.11.2010            | середня | позапартійний                           | Фермерське господарство «Строгово», зам.директора                               |